# Antonello da Palermo
Antonello Crescenzio, conosciuto come Antonello da Palermo, in ambito artistico il «Panormita» (Palermo, 1467 – 8 o 9 ottobre 1542), è stato un pittore italiano, le cui opere risentono dell'influenza dell'arte tipica delle Fiandre e dell'Olanda, con particolare riguardo allo stile di Antonello da Messina.
Si dice fosse imparentato con Antonio Crescenzio anch'esso pittore e deceduto nello stesso anno della sua nascita.
La sepoltura dell'artista è documentata nella chiesa di Santa Maria dello Spasimo della Congregazione olivetana.

## Opere
Opere documentate da Gioacchino di Marzo al netto delle recenti scoperte documentali e attribuzioni postume.

### Provincia di Agrigento
- 1537, Salita al Calvario, riproduzione dello Spasimo di Sicilia, dipinto con la collaborazione della bottega del «Panormita», opera autografa "Antonello Crexenciu faciebat 1537" custodita presso la chiesa di San Domenico di Sciacca.[1]

### Provincia di Caltanissetta
- XVI secolo, Transito di Maria, dipinto custodito nella chiesa di Santa Maria Assunta di Gela.

### Provincia di Enna
- 1527, Figure bibliche, dipinti, opere commissionate e documentate nella cappella palatina del castello di Pietraperzia.[2]

### Provincia di Messina
- 1526, Salita al Calvario, riproduzione dello Spasimo di Sicilia, dipinto esposto presso la sede del rettorato dell'Università degli Studi di Messina.[1]

### Provincia di Palermo

#### Chiusa Sclafani
- XVI secolo, Trittico, tre pannelli olio su tela raffiguranti Madonna con Bambino ritratta tra Santa Caterina e San Nicolò, attribuzione, opera documentata nella chiesa di Santa Caterina di Chiusa Sclafani.
  - XVI secolo, San Nicolò, pannello olio su tela del trittico sopraindicato, opera custodita nel duomo di San Nicolò di Chiusa Sclafani.

#### Corleone
- 1510, Decorazioni, dipinti su sportelli d'organo, opere presenti nella chiesa di San Martino di Corleone.[3]

#### Palermo
- 1503, Santa Caterina, Santa Lucia, Santa Margherita, Santa Oliva, Santa Ninfa, Santa Cecilia e Sant'Agata, dipinti su tavole a grandezza naturale, opere autografe con l'iscrizione "Opus Antonij Crescencij Panormitae" commissionate e documentate nella Cappella di Santa Cristina della cattedrale metropolitana della Santa Vergine Maria Assunta.[4][5]
- 1528, Madonna di Monserrato con le raffigurazioni di Santa Caterina d'Alessandria e Sant'Agata, dipinto su tavola, opera autografa "ANTONELL. PA. PISIT I.D.28" commissionata e custodita nella chiesa di Santa Maria degli Angeli detta la «Gancia».[6][7][8]
- 1511, Decorazioni, ottantacinque quadri commissionati e documentati per il soffitto della chiesa di Santa Maria la Nuova.[3]
- XVI secolo, Santi, dipinto esposto presso il Museo diocesano.
- 1514, Assunzione della Vergine, olio su tela, scomparto centrale dell'icona commissionata e documentata sull'altare maggiore della chiesa del Carmine Maggiore.[9]
- XVI secolo, Giudizio Universale, affresco, distrutto nel 1713 per apertura scale, opera documentata nell'atrio dell'Ospedale Grande e Nuovo presso Palazzo Sclafani.[10]
- XVI secolo, Trionfo della Morte, affresco documentato nell'atrio dell'Ospedale Grande e Nuovo presso Palazzo Sclafani.[11]
- 1531, Risurrezione di Cristo e Ascensione, dipinti su pannelli autografi Honorabilis Antonellus di Crisenzio Panhormitanus etate annorum LXIIII pinxit anno Domini MCCCCCXXXI, opere documentate come decorazione dell'organo della chiesa di San Francesco d'Assisi.[12]
- 1504, Gonfalone, opera documentata per la chiesa di San Giovanni della Yalca.[13]
- 1504, Bandiere, in seta con decorazioni di armi in oro, manufatti documentati da destinare ai trombettieri del viceré.[3]
- 1512, Palii, manufatti in forma d'aquile dorate e dipinte.[9]
- 1513, Sant'Antonio, dipinto su tela, opera commissionata e documentata nella chiesa del monastero di Santa Chiara.[9]
- 1520, Madonna del Soccorso ritratta fra due angeli, San Nicola di Bari e Sant'Oliva, San Francesco d'Assisi e San Vito a destra, Santa Caterina d'Alessandria e Sant'Agata a sinistra, trittico, dipinto su tavola, opere commissionate e documentate per la Confraternita di Santa Maria del Soccorso.[14][15]
- 1520, Madonna del Riposo ritratta tra Sant'Antonio di Padova e San Giacomo Maggiore, dipinti su tavola, opere commissionate e documentate.[14]
- 1526, Ciclo, quadretti dipinti raffiguranti sante vergini, opere commissionate e documentate per la decorazione dell'organo della chiesa di Santa Maria di Valverde.[14]
- 1527, Teatrini, dipinti e adornate le due scene in marmo collocate sotto le statue di San Matteo e San Paolo della Tribuna di Antonello Gagini della cattedrale metropolitana della Santa Vergine Maria Assunta.[2]
- 1530, Vergine col Bambino ritratta con Santa Venera, San Sebastiano, San Rocco e Santa Rosalia a destra, Santa Cristina, Santa Ninfa, Sant'Agata e Santa Oliva a sinistra, in basso è raffigurata la città di Palermo, chiesa di Santa Venera.[15]

Galleria regionale della Sicilia di «Palazzo Abatellis»:
- 1538, Salita al Calvario, riproduzione dello Spasimo di Sicilia, dipinto autografo "Antonello Crexenciu pisit 1538" con la collaborazione della bottega del «Panormita», opera proveniente dalla chiesa del Carmine Maggiore.[1][16]
- XVI secolo, Madonna del Carmine.
- XVI secolo, Vergine col Bambino ritratta nell'atto d'allattare con San Tommaso Apostolo e San Giovanni Battista, attribuzione, opera commissionata per la chiesa della Compagnia di San Tommaso dei Greci.[17]
- XVI secolo, Assunzione della Vergine raffigurata con putti e angeli musici.[18]
- XVI secolo, Maria Mater Gracie raffigurata con angeli, San Pietro e San Paolo, Sant'Agata e Santa Lucia, i Santi Cosma e Damiano, dipinto su tavola, attribuzione.[19][20]

#### Polizzi Generosa
- 1498 - 1501, Còna Grande, polittico, ovvero una macchina con sculture marmoree, lignee e dipinti, di cui si conserva la predella con gli Apostoli custodita in sagrestia e due scomparti superstiti raffiguranti San Giovanni Battista e San Giovanni Evangelista documentate nel Museo Alessi di Enna, manufatto documentato fino al 1620 per altare maggiore della chiesa di Santa Maria Assunta.[21]
  - Madonna, scultura di manufatto marmoreo, indoratura e coloritura.
  - Arazzi, opere promesse per la maggior tribuna.

#### Ventimiglia di Sicilia
- XVI secolo, Gesù e apostoli, dipinto custodito presso la chiesa dell'Immacolata Concezione di Ventimiglia di Sicilia.

### Provincia di Siracusa
- 1497, Madonna con bambino, dipinto su tavola con le raffigurazioni di Santa Barbara e Santa Margherita, opera autografa "H.S Antonellus panhormita me pinxit. an̅o dn̅i M°CCCC°LXXXX°VII° p.e Ind." proveniente dalla chiesa del convento dell'Ordine dei frati minori cappuccini di Scicli ed esposta nel Museo di Palazzo Bellomo.[22]

### Provincia di Trapani
- 1541, Pannello, dipinto documentato nella Cappella rupestre di Custonaci.